# Willi Reimann
Willi Reimann (ur. 24 grudnia 1949 w Rheine) – niemiecki piłkarz występujący na pozycji napastnika. Obecnie trener piłkarski.

## Kariera piłkarska
Reimann karierę seniorską rozpoczynał w 1967 roku w klubie VfB Rheine. W 1968 roku trafił do OSC Bremerhaven. W 1970 roku podpisał kontrakt z pierwszoligowym Hannoverem 96. W Bundeslidze zadebiutował 15 sierpnia 1970 w przegranym 0:2 meczu z Rot-Weiss Essen. 4 grudnia 1970 w wygranym 4:1 spotkaniu z Borussią Dortmund strzelił pierwszego gola w trakcie gry w Bundeslidze. W sezonie 1973/1974 zajął z zespołem 18. miejsce w lidze i spadł z nim do 2. Bundesligi. Wówczas odszedł z klubu.
Latem 1974 roku trafił do pierwszoligowego Hamburgera SV. Pierwszy ligowy mecz w jego barwach zaliczył 24 sierpnia 1974 przeciwko Borussii Mönchengladbach (3:1). W HSV spędził 7 lat. W tym czasie zdobył z klubem Puchar Niemiec (1976), Puchar Zdobywców Pucharów (1977) oraz mistrzostwo Niemiec (1979). Wywalczył z nim także trzy wicemistrzostwa Niemiec (1976, 1980, 1981), a także zagrał w finale Pucharu Europy (1980, 0:1 z Nottingham Forest). W 1981 roku Reimann odszedł do kanadyjskiego Calgary Boomers, gdzie zakończył karierę.

## Kariera trenerska
Po zakończeniu kariery Reimann został trenerem. Jego pierwszym klubem była Altona FC. Trenował ją w latach 1982–1986. Latem 1986 roku został szkoleniowcem FC St. Pauli, grającego w 2. Bundeslidze. W sezonie 1986/1987 zajął z nim 3. miejsce w lidze, jednak po przegranych barażach nie awansował z nim do Bundesligi. W St. Pauli pracował do listopada 1987. Wówczas przeszedł do pierwszoligowego Hamburgera SV. W Bundeslidze jako trener zadebiutował 14 listopada 1987 w bezbramkowo zremisowanym meczu z Werderem Brema. W sezonie 1988/1989 zajął z zespołem 4. miejsce w lidze. W styczniu 1990 przestał być szkoleniowcem HSV.
W kolejnych latach trenował zespoły 1. SC Norderstedt oraz SV Lurup. Od początku sezonu 1996/1997 został trenerem drugoligowego VfL Wolfsburg. W debiutanckim sezonie awansował z nim do Bundesligi. Pracował tam do marca 1998. Potem był trenerem 1. FC Nürnberg, FC St. Pauli, a od 2002 roku Eintrachtu Frankfurt. W sezonie 2002/2003 awansował z nim do Bundesligi. Po jednym sezonie powrócił jednak z zespołem do 2. Bundesligi. Potem odszedł z klubu. W sezonie 2005/2006 trenował klub ze Zjednoczonych Emiratów Arabskich - Al-Szaab SC, a sezonie 2006/2007 drugoligowy Eintracht Brunszwik. Od tego czasu pozostaje bez klubu.